# 爹核士街
爹核士街（英語：Davis Street）是香港的一條道路，全長不過230公尺，位於香港島堅尼地城。道路南端由科士街起，中途接卑路乍街，北端接堅彌地城新海旁，見港島西的維多利亞港。爹核士街東面有士美菲路，西面與加多近街平行。
爹核士街的電車路有著名的90度轉彎，在晨早及晚上零時，噪音也是一種特色 。另外位於堅彌地城新海旁與吉席街之間的路段，過去曾經在路中心設有一個公廁（只設男廁，沒有女廁），至2000年代拆卸。1966年創辦的香香麵包曾於該公廁對面的鋪位自設工場，因此也流傳著「我們就香香、對面就臭臭」的笑話，而這笑話在2003至5年成歷史名詞。
爹核士街的名字以第二任香港總督戴維斯（又譯爹核士）命名。
到2015年西港島線全線通車後，該處設不少特色餐廳及酒吧，而且愈開愈多，吸引不少外國人流連。
爹核士街與堅彌地城新海旁交界處是熱門的旅遊打卡點之一。

## 地標
鄰近此處有一個樓盤，名叫泓都（The Merton），於2005年入伙，它是新世界發展夥拍市區重建局合作發展的物業。其中有20多個物業單位，因為直至2006年6月還未交付尾數，而被發展商（殺訂）沒收買樓訂金。
另外現由鄭子誠旁白之英皇集團發展之物業屬單幢式住宅。

## 外部連結
- 爹核士街地圖 （页面存档备份，存于）